# Кенігзе-Роттенбах
Кенігзе-Роттенбах (нім. Königsee-Rottenbach) — місто в Німеччині, розташоване в землі Тюрингія. Входить до складу району Заальфельд-Рудольштадт.
Площа — 83,75 км2. Населення становить 7176 ос. (станом на 31 грудня 2021).